# Processi di Waldheim
I processi di Waldheim si svolsero dal 21 aprile al 29 giugno 1950 nella città tedesca di Waldheim, all'epoca dei fatti nella Repubblica Democratica Tedesca. Diverse sezioni penali del tribunale regionale di Chemnitz processarono le 3442 persone trasferite dalle autorità sovietiche con l'accusa di crimini di guerra o di crimini legati al nazionalsocialismo: complessivamente, 3324 imputati furono giudicati colpevoli, e nello specifico, 72 persone furono impossibilitate a sostenere il processo, 43 morirono durante i processi, 1901 furono condannati alla reclusione da 15 a 25 anni, 146 persone furono condannate all'ergastolo, solo 5 persone furono condannate a 4 anni di reclusione. In più, furono denunciati 1327 casi di crimini contro l'umanità, poi usati anche come motivazione della sentenza. Sebbene molti degli accusati fossero pesantemente incriminati, i processi di Waldheim divennero l'esempio della mancanza dello stato di diritto a causa della loro dubbia base giuridica.

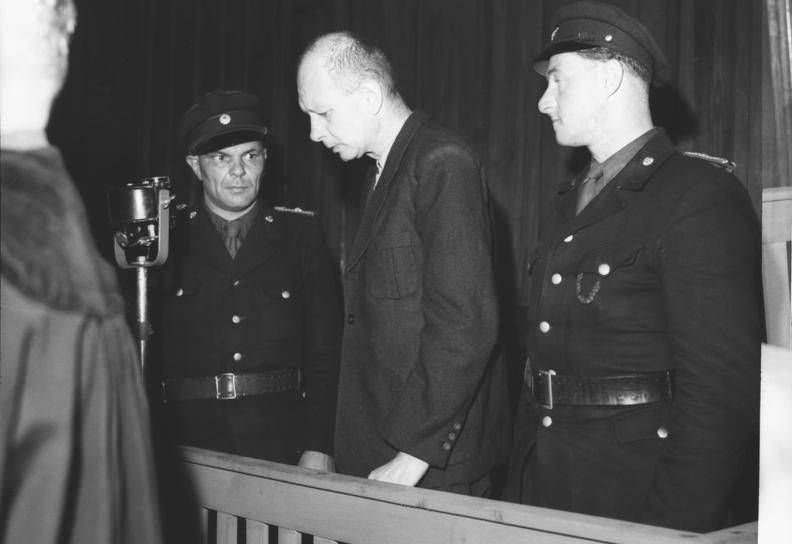
Processo contro Ernst Heinicker, capo delle SA e vice comandante del campo di concentramento di Hohnstein; secondo la "Legge n. 10 del Consiglio di controllo" e la "Direttiva 38", il verdetto recita sulla pena di morte per "crimini contro l'umanità" (21 giugno 1950).

## Contesto storico
Gli imputati furono trasferiti a Waldheim il 15 febbraio dai tre campi speciali dell'NKVD dove furono tenuti in custodia, Bautzen, Buchenwald e Sachsenhausen. Nel gennaio del 1950, il generale Čujkov, presidente della Commissione sovietica di controllo in Germania Est, data la volontà di smantellare i campi nella RDT, annunciò il trasferimento dei prigionieri alle autorità della RDT.
Le norme fondamentali dello Stato di diritto furono gravemente violate durante lo svolgimento del procedimento. Presso il tribunale regionale di Chemnitz furono istituite dodici camere penali grandi e otto piccole. Hildegard Heinze del Ministero della Giustizia della RDT e Paul Hentschel, Capo del dipartimento del comitato esecutivo del SED, presiedettero il Comitato Organizzativo per organizzare lo svolgimento del processo. L'edificio scelto per ospitare il processo fu l'ospedale psichiatrico, in precedenza sgomberato. 
Il grosso dei processi si svolse in rapida successione tra il 26 aprile ed il 14 giugno: i processi ai singoli imputati durarono spesso solo pochi minuti, senza una valutazione critica del materiale presentato dagli organi investigativi sovietici e, salvo poche eccezioni, senza l'ammissione dei consulenti legali. Solo in dieci casi la corte si prese il tempo di giudicare pubblicamente gli imputati incriminati durante i processi di Waldheim, tra questi figura il caso di Ernst Heinicker, comandante del campo di concentramento di Hohnstein.

## Il processo
L'andamento del processo seguì i piani della dirigenza del SED e fu monitorato durante l'intero periodo. I giudici ed i pubblici ministeri, data la loro lealtà al regime, furono scelti tra i giudici del popolo formati nel 1946, per garantire che le sentenze corrispondessero alle aspettative della dirigenza del SED e degli occupanti sovietici. La base dell'accusa fu l'ordinanza n° 201 dell'Amministrazione militare sovietica in Germania del 16 agosto 1947, secondo la quale le sanzioni dovevano essere quantificate. Anche il successivo ministro della Giustizia, Hilde Benjamin, agì con funzioni consultive: l'opposizione isolata da parte dei giudici fu soppressa, le sentenze da emettere non poterono essere inferiori ai cinque anni di carcere, gli avvocati difensori, se ammessi, furono i pubblici ministeri incaricati dalla direzione dello Stato.
Tra i detenuti ci furono anche 60 giovani già noti, tre dei quali morirono mentre erano imprigionati a Waldheim. Particolarmente drastico fu il caso del detenuto più giovane, Walter Jurisch (1931-2010), arrestato all'età di 14 anni, costretto a trascorrere cinque anni nei campi speciali e poi condannato a 20 anni di reclusione. Secondo il registro penitenziario, fu accusato di aver promosso la tirannia nazista e di aver messo in pericolo la pace del popolo tedesco dopo l'8 maggio 1945, accusa che fu sfruttata come motivazione della sentenza.
Alcuni processi furono separati come i cosiddetti processi di Hohnstein. Si svolsero tre processi contro gli imputati Ernst Heinicker, in qualità di vice comandante del campo di concentramento di Hohnstein, Friedrich Beyerlein in qualità di collaboratore della Gestapo e Hellmut Peitsch in qualità di direttore del Fronte tedesco del lavoro. Di fronte a un pubblico più vasto, eccezionalmente con l'ammissione degli avvocati difensori e con il coinvolgimento di testimoni, le procedure furono utilizzate per dare un'impressione di correttezza: le sentenze furono sempre di condanna a morte.
Dopo la conclusione delle 1317 richieste di revisione, di cui 159 approvate, dinanzi al tribunale regionale superiore di Dresda a Waldheim nel luglio 1950, furono pronunciate 33 condanne a morte: sei condanne furono commutate in lunghe pene detentive, due persone morirono prima dell'esecuzione e Lehne, appartenente alla Gestapo, fu trasferito in Unione sovietica. Le restanti 24 condanne a morte furono eseguite il 4 novembre 1950. Come mezzo per le esecuzioni, furono usati diversi metodi: l'iniezione letale o l'impiccagione o la ghigliottina. Tra i condannati ci furono quattro giudici (Rudolf Niejahr, Alfred Herzog, Horst Rechbach e Walter Schmidt), tre pubblici ministeri (Wilhelm Klitzke, Hermann Hahn, Heinz Rosenmüller), cinque informatori (ad esempio Paul Coijanovic), 13 funzionari impiegati nei campi di concentramento o come guardie carcerarie, altri funzionari nazisti (come Hellmut Peitsch) e altri membri dei vari organi esecutivi (ad esempio i funzionari amministrativi come Ernst Kendzia, gli agenti di polizia come Friedrich Duda o l'ex direttore del sanatorio e casa di cura di Waldheim Gerhard Wischer). 146 persone furono condannate all'ergastolo, 1901 condannati tra i 15 ed i 25 anni di reclusione, 947 condanne tra i 10 ed i 14 anni di reclusione, 290 condanne tra i 5 ed i 9 anni di reclusione, 5 condanne sotto i cinque anni di reclusione, due persone furono ricoverate in un istituto di igiene mentale.

## Conseguenze
Nel 1952, dopo la pronuncia delle sentenze, si verificarono delle proteste su scala mondiale per i dubbi sulla legalità del processo, furono rilasciati numerosi condannati o furono ridotte alcune condanne. Nel luglio 1950, Thomas Mann scrisse a Walter Ulbricht che il comunismo doveva essere associato con l'umanesimo, sottolineando le gravi imperfezioni giuridiche ed i parallelismi con lo stile di Roland Freisler.
Nel governo della RDT, il segretario di Stato alla giustizia Helmut Brandt (CDU), dopo aver assistito ad un processo, informò il vice primo ministro Otto Nuschke (CDU) in merito alle scorrettezze del processo: in base a questa informativa, chiese la ripetizione del procedimento suscitando le ire di Ulbricht. Il 18 agosto descrisse dettagliatamente le carenze al ministro della Giustizia Max Fechner e le sostenne con una serie di sentenze ritenute discutibili. Nel voto di gabinetto della RDT del 31 agosto, tutti i ministri della SED votarono contro la proposta di Nuschke. Brandt fu arrestato il 6 settembre e fu condannato nel 1954 dopo quattro anni di custodia cautelare. Anche la commissione di controllo sovietica del colonnello Titov, in seguito, criticò pesantemente i documenti prodotti. Nel 1952, una commissione d'inchiesta della Stasi e di vari altri ministeri riesaminò i fascicoli: 997 persone condannate furono rilasciate nell'ottobre 1952 e 1024 ricevettero uno sconto di pena, successivamente ci furono ulteriori riduzioni e rilasci.
Nel 1954, la Corte Suprema di Berlino Ovest dichiarò che l'unico obiettivo di queste procedure fu quello di legalizzare le misure illegittime adottate dalle forze di occupazione sovietiche, annullando quindi tali sentenze. Dopo la riunificazione tedesca, i condannati poterono usufruire della riabilitazione, poiché le sentenze comminate in precedenza si rivelarono incompatibili con i principi essenziali dell'ordine costituzionale dello Stato. Ci furono dei procedimenti penali contro alcuni giudici e pubblici ministeri nei processi di Waldheim con l'accusa di violazione della legge e privazione della libertà.